# 斯旺里弗 (明尼蘇達州艾塔斯卡縣)
斯旺里弗（英語：Swan River）是位於美國明尼蘇達州艾塔斯卡縣的一個非建制地區。

## 歷史
斯旺里弗的郵局於1890年成立，其後於1995年停運。此地得名自附近同名的河。

## 地理
斯旺里弗所處的海拔為高於海平面393米（即1289英呎），而該地所採用的時區為UTC-6，即北美中部時區（CST）。同時該地設有夏令時間，為UTC-6調快一小時，即UTC-5（CDT）。